# Joseph Kentenich
Joseph Kentenich (Gymnich kraj Kölna, 16. listopada 1885. – Schönstatt, Vallendar 15. rujna 1968.) – njemački katolički svećenik, palotinski redovnik, utemeljitelj marijanskog pokreta Schönstatt, odgojitelj, mislilac, sluga Božji
Rodio se u njemačkom gradu Gymnichu 1885. godine. Nakon završetka srednje škole pridružio se u katoličkom redu palotinaca 1904. godine, a 1910. godine zaređen je za svećenika. Na početku je radio kao učitelj i pedagog u sjemeništu palotinaca u gradiću Vallendaru u četvrti Schönstattu kraj grada Koblenza. Na temelju iskustva i promatranja odlučio se za poboljšanje postojeće obrazovne metode. Duhovnu obnovu temeljio je na primjeru Djevice Marije kao Odgojiteljice i Majke po uzoru na sv. Vinka Pallottija, koji je utemeljio njegov red palotinaca. Cilj mu je odgojiti karakterne slobodne ljude, koji će živjeti svetim životom. 
Dobio je na upravljanje kapelu u Schönstattu, gdje je 18. listopada 1914. godine utemeljio katolički marijanski pokret Schönstatt, sklopivši savez ljubavi s Marijom, moleći je da ta kapelica postane milosno mjesto, u kojem će ljudi dublje doživjeti Boga. Kentenich je tom prigodom rekao: "Želio bih rado učiniti ovo mjesto hodočasničkim i milosnim mjestom za našu kuću i za cijelu njemačku provinciju, a možda i dalje od toga. Svi koji ovamo dolaze neka iskuse Marijinu slavu i neka priznaju: Ovdje je dobro biti." Kapelica je posvećena Mariji Triput Divnoj, Kraljici i Pobjednici Schönstatta. U njemačkom jeziku, "Schönstatt" znači "lijepo mjesto".
Svetište je postalo vjerničko i hodočasničko utočište. Sljedećih godina, Kentenich je sa suradnicima širio ideje marijanskog pokreta i duhovnih vježbi. Pokret se proširio u novim sredinama i osnovane su zajednice svećenika, časnih sestara, obitelji, muškaraca, žena i mladih. Kapela u Schönstattu postaje polazna točka za vjerske i moralne obnove i kao mjesto hodočašća.
Nacisti se nisu slagali s njegovim radom. Od 20. rujna 1941. do 11. ožujka 1942. bio je zatvoren u zatvoru Gestapa u Koblenzu, a od 13. ožujka 1942. do 6. travnja 1945. u koncentracijskom logoru u Dachau. Preživio je boravak u logoru. 
Nakon Drugog svjetskog rata, dobio je putovnicu Vatikana i putovao je po Sjevernoj i Južnoj Americi te južnoj Africi šireći marijanski pokret. Njemačke crkvene vlasti nisu imale puno razumijevanja za njegove ideje pa je poslan u Milwaukee u SAD, gdje je bio 14 godina, bez kontakta s predstavnicima pokreta. Prihvatio je to prihvatio s poniznošću i poslušnošću.
Pri kraju Drugoga vatikanskog koncila, Kentenich je bio u audijenciji kod pape Pavla VI., koji mu je dao odobrenje za daljni rad. Dana 24. prosinca 1965. vratio se u Schönstatt. 
Preminuo je u nedjelju, 15. rujna 1968., na blagdan Gospe Žalosne, odmah nakon proslave svete mise. Dana 10. veljače 1975., otvoren je proces beatifikacije oca Josipa Kentenicha. Mnogi ljudi svake godine posjećuju njegov grob u crkvi Presvetog Trojstva u Schönstattu. 
Pokret se dalje razvijao nakon njegove smrti i danas djeluje u oko 90 zemalja svijeta, uključujući i Hrvatsku. Po uzoru na kapelicu u Schönstattu, koja se danas naziva "Prasvetište", izgrađeno je dvjestotinjak identičnih preslika prve kapelice širom svijeta, koje su gotovo jednake po vanjskom i unutrašnjem uređenju. Prva takva kapelica izgrađena je u Hrvatskoj u Maloj Subotici u Međimurju 2010. godine.